# Born (družina)
Born je bila nemško- judovska rodbina podjetnikov in industrijalcev, ki je konec 19. in v 20. stoletju delovala na Tržiškem.
Na Slovensko se je preselila iz Berlina, ko je bančnik Julij Born, specialist za saniranje gospodarskih podjetij v težavah, 1891 odkupil tržiško gozdno veleposest od Kranjske industrijske družbe. V lasti je imel 50% te posesti in z uvajanjem novosti pomembno vplival na gozdno gospodarstvo. Kupil je tudi rudnik živega srebra v Sv. Ani, danes Podljubelj. Po njegovi smrti so dedovali otroci Friderik, Elfrida in Karl. Karl je kupil večino deležev brata in sestre in razvil v Jelendolu močno lesno industrijo.
Nacistična Nemčija je premoženje Bornovih, vsega skupaj 3853 ha gozdov zaradi judovskega porekla zaplenila.
Leta 2007 so bili v denacionalizacijskem postopku gozdovi vrnjeni dedičem Karla Borna.